# 旧科尔梅纳尔
旧科尔梅纳尔，是西班牙马德里自治区的一个市镇，位于马德里以北30公里。总面积183平方公里，总人口46 955人（2013年），人口密度192人/平方公里。